# Cidade Mercantil Marítima de Liverpool
A Cidade Mercantil Marítima de Liverpool foi um sítio designado pela UNESCO como patrimônio da humanidade de 2004 a 2021, em Liverpool, Inglaterra.
Em 2021 perdeu o estatuto de património mundial da UNESCO na sequência de alterações significativas na zona das docas. A UNESCO já tinha avisado que, por causa das obras na zona das docas, nomeadamente a construção de vários edifícios e do novo estádio do Everton, as alterações faziam perder a autenticidade da cidade.